# 알레포 대학교

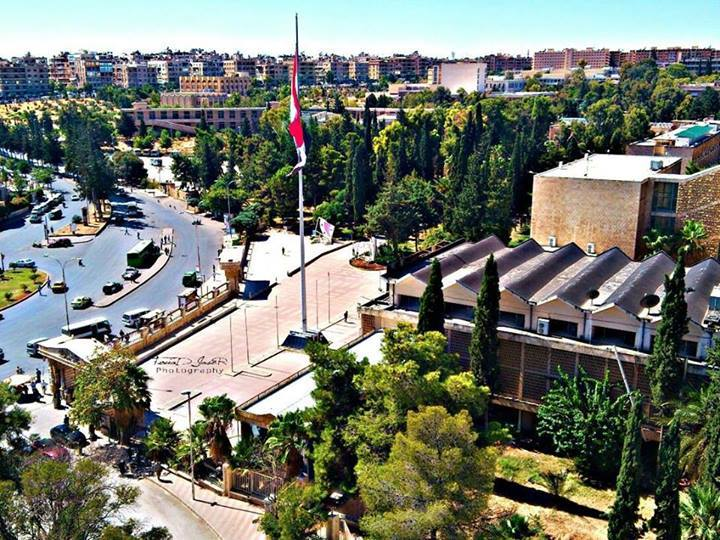
알레포 대학교

알레포 대학교(아랍어: جامعة حلب)는 시리아 알레포에 위치한 대학교로, 시리아에서 두 번째로 큰 규모이다.

## 역사
1946년, 프랑스 통치 종료 시 시리아 대학교 (현 다마스쿠스 대학교)가 시리아 내 유일의 대학교였다. 1958년, 시리아 두 번째 대학으로 설립하는 법률을 제정하였으며, 1960년 토목 공학, 농학부 2개 학부로 개교하였다.
2013년 1월 15일 대학 기숙사 건축 학부 부근에서 2차례의 폭발이 있었으며, 83명이 숨지고 적어도 150명이 중경상을 입는 사건이 발생하였다. 원인은 시리아 내전의 전투에 따른 정부군 또는 반군의 오폭으로 생각되고 있다.